# Rennrodel-Weltmeisterschaften 2017
Die 47. Weltmeisterschaften im Rennrodeln wurden vom 26. bis 29. Januar 2017 auf der Olympia Eiskanal Igls ausgetragen.
Die Titelkämpfe wurden durch den Weltverband FIL im Juni 2013 auf seinem Kongress in Istanbul vergeben. Nach 1977, 1987, 1997 und 2007 wurden die Titelkämpfe zum fünften Mal auf der Bahn in Tirol ausgetragen.

## Zeitplan
Freitag, 27. Januar 2017
09:00 Uhr Qualifikation Sprint Damen
10:25 Uhr Qualifikation Sprint Doppel
11:25 Uhr Qualifikation Sprint Herren
13:33 Uhr Sprint Damen
14:21 Uhr Sprint Doppel
15:16 Uhr Sprint Herren
Samstag, 28. Januar 2017
10:03 Uhr 1. Lauf Einsitzer der Damen
11:52 Uhr 2. Lauf Einsitzer der Damen
13:33 Uhr 1. Lauf Doppelsitzer
15:20 Uhr 2. Lauf Doppelsitzer
Sonntag, 29. Januar 2017
10:29 Uhr 1. Lauf Einsitzer der Herren
12:38 Uhr 2. Lauf Einsitzer der Herren
15:03 Uhr Team-Wettbewerb

## Teilnehmende Nationen
| - Bulgarien - Deutschland - Finnland - Italien - Kroatien - Lettland - Moldau | - Norwegen - Österreich - Polen - Rumänien - Russland - Schweden | - Schweiz - Slowakei - Slowenien - Tschechien - Ukraine - Vereinigtes Königreich |

| - Indien - Kasachstan | - Südkorea | - Taiwan |

| - Argentinien | - Kanada | - Vereinigte Staaten |

| - Australien |

## Ergebnisse

### Herren Sprint
| Platz | Sportler             | Nation             | Endzeit  |
| ----- | -------------------- | ------------------ | -------- |
| 1     | Wolfgang Kindl       | Österreich         | 32,467 s |
| 2     | Roman Repilow        | Russland           | 32,479 s |
| 3     | Dominik Fischnaller  | Italien            | 32,590 s |
| 4     | Semjon Pawlitschenko | Russland           | 32,594 s |
| 5     | Taylor Morris        | Vereinigte Staaten | 32,611 s |
| 6     | Andi Langenhan       | Deutschland        | 32,643 s |
| 7     | Theo Gruber          | Italien            | 32,661 s |
| 8     | Riks Rozītis         | Lettland           | 32,670 s |
| 9     | Kevin Fischnaller    | Italien            | 32,676 s |
| 10    | Felix Loch           | Deutschland        | 32,677 s |
| 11    | Stepan Fjodorow      | Russland           | 32,722 s |
| 12    | David Gleirscher     | Österreich         | 32,728 s |
| 12    | Armin Frauscher      | Österreich         | 32,728 s |
| 14    | Tucker West          | Vereinigte Staaten | 32,791 s |
| 15    | Johannes Ludwig      | Deutschland        | 35,585 s |

### Damen Sprint
| Platz | Sportler             | Nation             | Endzeit  |
| ----- | -------------------- | ------------------ | -------- |
| 1     | Erin Hamlin          | Vereinigte Staaten | 30,074 s |
| 2     | Martina Kocher       | Schweiz            | 30,083 s |
| 3     | Tatjana Hüfner       | Deutschland        | 30,084 s |
| 4     | Emily Sweeney        | Vereinigte Staaten | 30,089 s |
| 5     | Dajana Eitberger     | Deutschland        | 30,091 s |
| 6     | Tatjana Iwanowa      | Russland           | 30,099 s |
| 7     | Kimberley McRae      | Kanada             | 30,109 s |
| 8     | Miriam Kastlunger    | Österreich         | 30,116 s |
| 9     | Birgit Platzer       | Österreich         | 30,117 s |
| 10    | Ulla Zirne           | Lettland           | 30,120 s |
| 11    | Summer Britcher      | Vereinigte Staaten | 30,141 s |
| 12    | Julia Taubitz        | Deutschland        | 30,152 s |
| 13    | Eliza Cauce          | Lettland           | 30,213 s |
| 14    | Andrea Vötter        | Italien            | 30,327 s |
| 15    | Natalie Geisenberger | Deutschland        | 30,339 s |

### Doppelsitzer Sprint
| Platz | Sportler                              | Nation             | Endzeit                                             |
| ----- | ------------------------------------- | ------------------ | --------------------------------------------------- |
| 1     | Tobias Wendl Tobias Arlt              | Deutschland        | 29,843 s                                            |
| 2     | Georg Fischler Peter Penz             | Österreich         | 29,949 s                                            |
| 3     | Toni Eggert Sascha Benecken           | Deutschland        | 29,956 s                                            |
| 4     | Thomas Steu Lorenz Koller             | Österreich         | 30,013 s                                            |
| 5     | Robin Geueke David Gamm               | Deutschland        | 30,014 s                                            |
| 6     | Christian Oberstolz Patrick Gruber    | Italien            | 30,024 s                                            |
| 7     | Andris Šics Juris Šics                | Lettland           | 30,058 s                                            |
| 7     | Matt Mortensen Jayson Terdiman        | Vereinigte Staaten | 30,058 s                                            |
| 9     | Alexander Denissjew Wladislaw Antonow | Russland           | 30,129 s                                            |
| 10    | Tristan Walker Justin Snith           | Kanada             | 30,137 s                                            |
| 11    | Justin Krewson Andrew Sherk           | Vereinigte Staaten | 30,181 s                                            |
| 12    | Park Jin-yong Cho Jung-myung          | Südkorea           | 30,237 s                                            |
| 13    | Lukáš Brož Antonín Brož               | Tschechien         | 30,293 s                                            |
| 14    | Andrej Bogdanow Andrej Medwedjew      | Russland           | 30,352 s                                            |
| DSQ   | Wladislaw Juschakow Juri Prochorow    | Russland           | Disqualifikation aufgrund überschrittener Startzeit |

### Herren
| Platz | Sportler             | Nation      | Endzeit      |
| ----- | -------------------- | ----------- | ------------ |
| 1     | Wolfgang Kindl       | Österreich  | 1:39,799 min |
| 2     | Roman Repilow        | Russland    | 1:39,861 min |
| 3     | Dominik Fischnaller  | Italien     | 1:39,919 min |
| 4     | Johannes Ludwig      | Deutschland | 1:39,974 min |
| 5     | Semjon Pawlitschenko | Russland    | 1:40,031 min |
| 6     | Felix Loch           | Deutschland | 1:40,056 min |
| 7     | Andi Langenhan       | Deutschland | 1:40,191 min |
| 8     | Stepan Fjodorow      | Russland    | 1:40,212 min |
| 9     | Armin Frauscher      | Österreich  | 1:40,213 min |
| 10    | Kevin Fischnaller    | Italien     | 1:40,225 min |

Weitere Reihenfolge
| Platz | Sportler                   | Land |
| ----- | -------------------------- | ---- |
| 11    | Theo Gruber                | ITA  |
| 12    | Ralf Palik                 | GER  |
| 13    | Alexander Gorbatschewitsch | RUS  |
| 14    | Emanuel Rieder             | ITA  |
| 15    | Tucker West                | USA  |
| 16    | Inārs Kivlenieks           | LVA  |
| 17    | Taylor Morris              | USA  |
| 18    | Jonathan Gustafson         | USA  |
| 19    | Chris Mazdzer              | USA  |
| 20    | Artūrs Dārznieks           | LVA  |
| 21    | Jonas Müller               | AUT  |
| 22    | Valentin Crețu             | ROU  |
| 23    | Kristaps Mauriņš           | LVA  |
| 24    | Alexander Ferlazzo         | AUS  |
| 25    | Mitchel Malyk              | CAN  |
| 26    | Reid Watts                 | CAN  |
| 27    | Riks Rozītis               | LVA  |
| 28    | Samuel Edney               | CANR |
| 29    | Maciej Kurowski            | POL  |
| 30    | Andriy Mandziy             | UKR  |
| 31    | Jozef Ninis                | SVK  |
| 32    | Ondřej Hyman               | CZE  |
| 33    | Nicholas Klimchuk-Brown    | CAN  |
| 34    | Theodor Turea              | ROU  |
| 35    | Shiva Keshavan             | IND  |
| 36    | Mateusz Sochowicz          | POL  |
| 37    | Aleksander Melås           | NOR  |
| 38    | Rupert Staudinger          | GBR  |
| 39    | Svante Kohala              | SWE  |
| 40    | Jakub Šimoňák              | SVK  |
| 41    | Kim Dong-hyeon             | KOR  |
| 42    | Kang Doung-kyu             | KOR  |
| 43    | Leonard Cepoi              | MDA  |
| 44    | Lien Te-an                 | TPE  |
| 45    | Tilen Sirše                | SVN  |
| 46    | William Jörding            | SWE  |
| 47    | Lucas Gebauer              | GBR  |
| 48    | Tristan Jeskanen           | FIN  |
| 49    | David Gleirscher           | AUT  |
| 50    | Pawel Angelow              | BGR  |
| DNF   | Lim Nam-kyu                | KOR  |

### Damen
| Platz | Sportlerin           | Nation             | Endzeit      |
| ----- | -------------------- | ------------------ | ------------ |
| 1     | Tatjana Hüfner       | Deutschland        | 1:19,712 min |
| 2     | Erin Hamlin          | Vereinigte Staaten | 1:19,925 min |
| 3     | Kimberley McRae      | Kanada             | 1:19,952 min |
| 4     | Summer Britcher      | Vereinigte Staaten | 1:19,987 min |
| 5     | Alex Gough           | Kanada             | 1:20,001 min |
| 6     | Natalie Geisenberger | Deutschland        | 1:20,006 min |
| 7     | Martina Kocher       | Schweiz            | 1:20,007 min |
| 8     | Julia Taubitz        | Deutschland        | 1:20,026 min |

Weitere Reihenfolge
| Platz | Sportlerin             | Land |
| ----- | ---------------------- | ---- |
| 9     | Dajana Eitberger       | GER  |
| 10    | Birgit Platzer         | AUT  |
| 11    | Tatjana Iwanowa        | RUS  |
| 12    | Jekaterina Baturina    | RUS  |
| 13    | Wiktorija Demtschenko  | RUS  |
| 14    | Andrea Vötter          | ITA  |
| 15    | Emily Sweeney          | USA  |
| 16    | Raychel Germaine       | USA  |
| 17    | Sandra Robatscher      | ITA  |
| 18    | Hannah Prock           | AUT  |
| 19    | Raluca Strămăturaru    | ROU  |
| 20    | Kendija Aparjode       | LVA  |
| 21    | Miriam Kastlunger      | AUT  |
| 22    | Olena Schchumowa       | UKR  |
| 23    | Verónica María Ravenna | ARG  |
| 24    | Ewa Kuls               | POL  |
| 25    | Jekaterina Katnikowa   | RUS  |
| 26    | Madeleine Egle         | AUT  |
| 27    | Brooke Apshkrum        | CAN  |
| 28    | Natalia Wojtuściszyn   | POL  |
| 29    | Mihaela Manolescu      | ROU  |
| 30    | Vilde Tangnes          | NOR  |
| 31    | Daria Obratov          | CRO  |
| 32    | Cezara Curmei          | ROU  |
| 33    | Sung Eun-ryung         | KOR  |
| 34    | Aileen Frisch          | KOR  |
| 35    | Olena Stezkiw          | UKR  |
| 36    | Choi Eun-ju            | KOR  |
| 37    | Danielle Scott         | GBR  |
| 38    | Karoline Melås         | NOR  |
| 39    | Tereza Nosková         | CZE  |
| 40    | Ulla Zirne             | LVA  |
| 41    | Tove Kohala            | SWE  |
| 42    | Dania Obratov          | CRO  |
| 43    | Anastasia Bogatschewa  | KAZ  |
| 44    | Simona Zmijová         | SVK  |
| DNF   | Eliza Cauce            | LVA  |

### Doppelsitzer
| Platz | Sportler                              | Nation      | Endzeit      |
| ----- | ------------------------------------- | ----------- | ------------ |
| 1     | Toni Eggert Sascha Benecken           | Deutschland | 1:19,005 min |
| 2     | Tobias Wendl Tobias Arlt              | Deutschland | 1:19,211 min |
| 3     | David Gamm Robin Geueke               | Deutschland | 1:19,390 min |
| 4     | Peter Penz Georg Fischler             | Österreich  | 1:19,399 min |
| 5     | Ludwig Rieder Patrick Rastner         | Italien     | 1:19,664 min |
| 6     | Alexander Denissjew Wladislaw Antonow | Russland    | 1:19,649 min |
| 7     | Wladislaw Juschakow Juri Prochorow    | Russland    | 1:19,684 min |
| 8     | Christian Oberstolz Patrick Gruber    | Italien     | 1:19,688 min |

Weitere Reihenfolge
| Platz | Sportler                               | Land |
| ----- | -------------------------------------- | ---- |
| 9     | Tristan Walker, Justin Snith           | CAN  |
| 10    | Thomas Steu, Lorenz Koller             | AUT  |
| 11    | Oskars Gudramovičs, Pēteris Kalniņš    | LVA  |
| 12    | Lukáš Brož, Antonín Brož               | CZE  |
| 13    | Andris Šics, Juris Šics                | LVA  |
| 14    | Justin Krewson, Andrew Sherk           | USA  |
| 15    | Andrej Bogdanow, Andrej Medwedjew      | RUS  |
| 16    | Oleksandr Obolonchyk, Roman Zakharkiv  | UKR  |
| 17    | Florian Gruber, Simon Kainzwaldner     | ITA  |
| 18    | Kristens Putins, Imants Marcinkēvičs   | LVA  |
| 19    | Park Jin-yong, Cho Jung-myung          | KOR  |
| 20    | Wojciech Chmielewski, Jakub Kowalewski | POL  |
| 21    | Matt Mortensen, Jayson Terdiman        | USA  |
| 22    | Jacob Hyms, Anthony Espinoza           | USA  |
| 23    | Matěj Kvíčala, Jaromír Kudera          | CZE  |
| 24    | Vasile Gîtlan, Flavius Craciun         | ROU  |
| 25    | Cosmin Atodiresei, Ștefan Musei        | ROU  |
| 26    | Marek Solčanský, Karol Stuchlák        | SVK  |
| 27    | Roman Jefremow, Denis Tatjanschenko    | KAZ  |
| 28    | Angel Kozak, Marian Tudor              | ROU  |
| 29    | Adam Rosen, Raymond Thompson           | GBR  |

### Teamstaffel
| Platz | Nation             | Sportler                                                   | Endzeit      |
| ----- | ------------------ | ---------------------------------------------------------- | ------------ |
| 1     | Deutschland        | Tatjana Hüfner Johannes Ludwig Eggert/Benecken             | 2:08,474 min |
| 2     | Vereinigte Staaten | Erin Hamlin Tucker West Mortensen/Terdiman                 | 2:08,664 min |
| 3     | Russland           | Tatjana Iwanowa Roman Repilow Denissjew/Antonow            | 2:08,984 min |
| 4     | Italien            | Andrea Vötter Dominik Fischnaller Rieder/Rastner           | 2:08,995 min |
| 5     | Österreich         | Birgit Platzer Wolfgang Kindl Penz/Fischler                | 2:09,050 min |
| 6     | Kanada             | Alex Gough Samuel Edney Walker/Snith                       | 2:09,090 min |
| 7     | Lettland           | Ulla Zirne Inārs Kivlenieks Gudramovics/Kalniņš            | 2:09,199 min |
| 8     | Polen              | Natalia Wojtuściszyn Maciej Kurowski Chmelewski/Kowalewski | 2:09,963 min |

Weitere Reihenfolge
| Platz | Land           |
| ----- | -------------- |
| 9     | Tschechien     |
| 10    | Rumänien       |
| 11    | Südkorea       |
| 12    | Slowakei       |
| 13    | Ukraine        |
| 14    | Großbritannien |
| DNF   | Kasachstan     |

## Medaillenspiegel
| Platz  | Land               | Gold | Silber | Bronze | Gesamt |
| ------ | ------------------ | ---- | ------ | ------ | ------ |
| 1      | Deutschland        | 4    | 1      | 3      | 8      |
| 2      | Österreich         | 2    | 1      | −      | 3      |
| 3      | Vereinigte Staaten | 1    | 2      | −      | 3      |
| 4      | Russland           | −    | 2      | 1      | 3      |
| 5      | Schweiz            | −    | 1      | −      | 1      |
| 6      | Italien            | −    | −      | 2      | 2      |
| 7      | Kanada             | −    | −      | 1      | 1      |
| Gesamt | Gesamt             | 7    | 7      | 7      | 21     |